# Model Hotellinga
Prawo Hotellinga wyraża obserwowane w ekonomii zjawisko polegające na tym, iż w przypadku wielu rynków racjonalną dla producentów strategię stanowi dostarczanie produktów jak najbardziej podobnych do produktów konkurencji; prowadzi to do ujednolicenia oferty. Harold Hotelling (1895–1973) zawarł swe przemyślenia na ten temat w artykule 'Stability in Competition' w czasopiśmie Economic Journal w 1929.
Przeciwne zjawisko to zróżnicowanie ofert firm, które często uznaje się za decydujące o przewadze rynkowej, pod warunkiem jednak właściwej implementacji strategii.

## Przykład

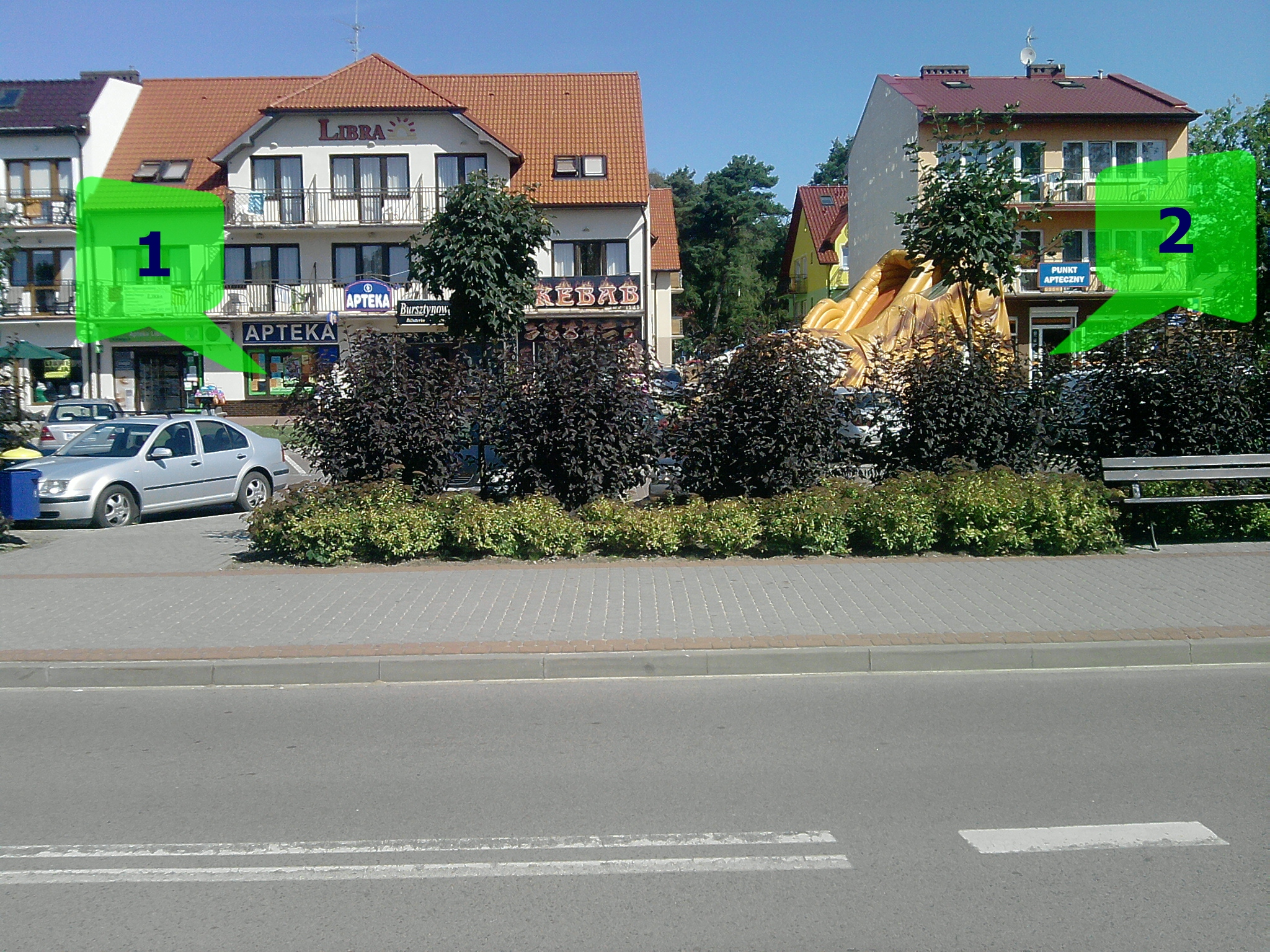
Dwie apteki na głównej ulicy Mrzeżyna. Możliwy skutek prawa Hotellinga.

Często przywoływany jest tzw. model długiej ulicy Hotellinga.
Przypuśćmy, że dwa konkurujące ze sobą sklepy maja zostać ulokowane przy długiej ulicy.
Każdy z właścicieli chce osiągać jak największe zyski poprzez przyciągniecie jak największej liczby klientów. (Ze względu na specyfikę i podobieństwo ofert – apteki na załączonym obrazku – można utożsamić oferowane produkty z firmą). Klienci są rozłożeni równomiernie wzdłuż ulicy. Załóżmy wreszcie, że kupujący kieruje się kryterium odległości – wybiera najbliższy sklep.
W przypadku pojedynczego sklepu decyzja jest oczywista – monopolista może kierować się społecznym kryterium lokalizacji tak by zminimalizować odległości klientom i postawi swój punkt pośrodku długiej ulicy.
W myśl prawa Hotellinga w przypadku dwóch sklepów ich właściciele nie zaryzykują utraty klienteli na rzecz konkurencji i postawią swe punkty pośrodku ulicy obok siebie przyciągając połowę klientów.
Gdyby jednak każdy ze sprzedawców ustawił swój sklep pośrodku jednej z połówek ulicy (w 1/4 i 3/4 odpowiednio), to nadal osiągałby te same zyski (przyciągając połowę klientów), jednak koszt społeczny byłby niższy (poprzez zmniejszenie odległości do najbliższego sklepu). Kluczowe jest założenie o równomiernym rozkładzie, gdyż koszt społeczny zmniejsza się tylko statystycznie, niektórzy tracą (ewidentnie mieszkańcy środka i okolic).

## Literatura
- Harold Hotelling 'Stability in Competition' Economic Journal vol.39 no.153 (1929) 41–57, doi 10.2307/2224214.
- Joel Watson 'Strategia: wprowadzenie do teorii gier' WNT 2005.